# Henk Bosma

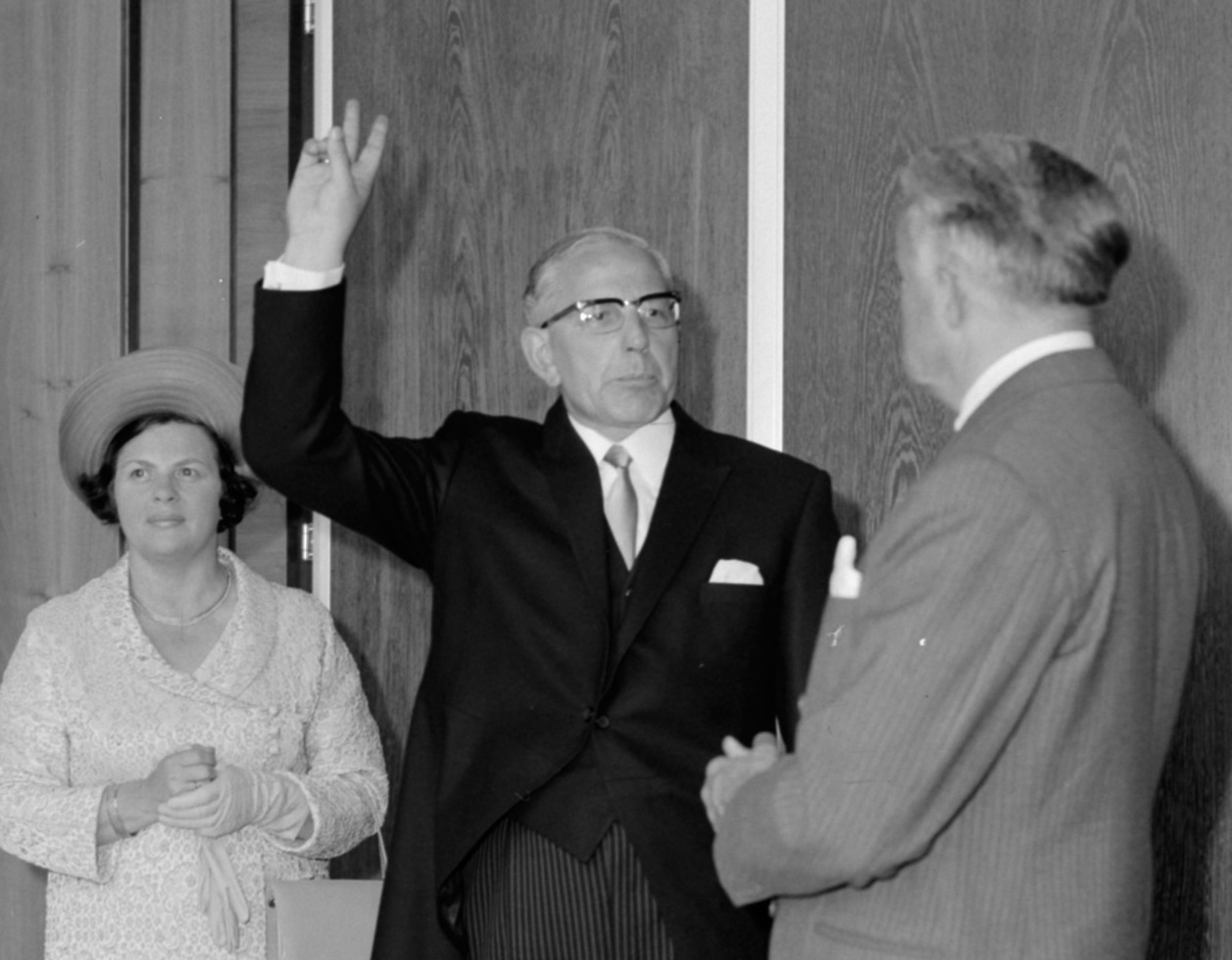
Beëdiging van Henk Bosma tot burgemeester van de gemeente Noordwijkerhout

Hendrik Johannes Maria (Henk) Bosma (Bovenkarspel, 3 januari 1915 – Den Haag, 19 mei 2002) was een Nederlands politicus van de KVP.
Hij werd geboren als zoon van Tjebbe Johannes Bosma (hoofd van een r.k. jongensschool in Bovenkarspel) en Tecla Elisabeth Terhorst. Na de middelbare school die hij deels in Eindhoven en deels in Enkhuizen doorliep ging hij in militaire dienst. Daarna ging hij als volontair werken bij de gemeentesecretarie van Hoorn en vervolgens werd hij adjunct-commies bij de gemeente Amsterdam. Tijdens de Tweede Wereldoorlog was hij ambtenaar bij de gemeente Oude Niedorp waar zijn broer S.H.J. Bosma toen de burgemeester was. Na die oorlog trad hij in dienst bij de Gelderse gemeente Elst voor hij terugkeerde bij de gemeentesecretarie van Hoorn. Daar bracht Bosma het tot chef van de afdeling Bevolking, Militaire zaken en Verkiezingen voor hij op 1 juli 1960 benoemd werd tot burgemeester van Oudewater. In juni 1968 volgde zijn benoeming tot burgemeester van Noordwijkerhout wat hij tot zijn pensionering in februari 1980 zou blijven. In 2002 overleed hij op 87-jarige leeftijd.
In Noordwijkerhout is de Bosmalaan naar hem vernoemd.